# Deputati della III legislatura del Regno di Sardegna
Questo elenco riporta i nomi dei deputati della III legislatura del Regno di Sardegna.

## A
- Antonio Airenti
- Michele Anfossi
- Giacomo Antonini
- Paolo Appiani di Castelletto
- Giuseppe Arnulfo
- Giorgio Asproni

## B
- Luigi Baino
- Cesare Balbo
- Giuseppe Barbavara di Gravellona
- Federico Barbier
- Jean-Baptiste Barralis
- Girolamo Bartolomei
- Giuseppe Francesco Baruffi
- François-Marie Bastian
- Carlo Baudi di Vesme
- Giuseppe Bella
- Giacomo Benso
- Pasquale Berghini
- Ignazio Berruti
- Pio Bersani
- Bernardino Bertini
- Vincenzo Bertolini
- Michele Bes
- Giovanni Bianchetti
- Aurelio Bianchi-Giovini
- Alessandro Bianchi
- Carlo Bon Compagni di Mombello
- Bartolomeo Bona
- Carlo Giuseppe Bonelli
- Alessandro Borella
- Luigi Botta
- Alessandro Bottone di San Giuseppe
- Angelo Brofferio
- Gaspard Brunet
- Léon Brunier
- Domenico Buffa
- Benedetto Bunico
- Bonaventura Buttini

## C
- Cesare Cabella
- Carlo Cadorna
- Raffaele Cadorna
- Antonio Cagnardi
- Giuseppe Cambieri
- Angelo Campana
- Faustino Cannas
- Domenico Capellina
- Giovanni Antonio Carbonazzi
- Giovanni Battista Cariolo
- François Carquet
- Giacomo Carta
- Michelangelo Castelli
- Carlo Cavalli
- Giovanni Cavalli
- Gaspare Cavallini
- Antonio Francesco Caveri
- Camillo Benso, conte di Cavour
- Lorenzo Ceppi
- Joseph-Agricola Chenal
- Giovanni Chiarle
- Felice Chiò
- Arnoldo Colla
- Pasquale Corbu
- Massimo Cordero di Montezemolo
- Giovanni Battista Cornero
- Giuseppe Cornero
- Cesare Correnti
- Francesco Cossu
- Pantaléon Costa de Beauregard
- Giacinto Cottin
- Giovanni Battista Cuneo

## D
- Charles de Menthon d'Aviernoz
- Massimo d'Azeglio
- Giuseppe Dabormida
- Lodovico Daziani
- Renato de Blonay
- Salvator Angelo De Castro
- Luigi De Fanti Freglia
- Vincenzo De Giorgi
- Ambrogio De La Chenal
- Gaetano De Marchi
- Gustave de Martinel
- Pietro De Rossi di Santarosa
- Giovanni Defey
- Joseph-Melchior de Livet
- Carlo Demaria
- Agostino Depretis
- Charles-Marie-Joseph Despine
- Modesto Destefanis
- Giacomo Durando

## F
- Epifanio Fagnani
- Bernardino Falqui Pes
- Giacomo Fara Forni
- Paolo Farina
- Niccolò Ferracciu
- Matteo Ferrari
- Stefano Fer
- Luigi Franchi di Pont
- Vittorio Fraschini

## G
- Domenico Galli
- Giovanni Pietro Gallo
- Giovanni Filippo Galvagno
- Pietro Giacinto Garassini
- Pietro Alessandro Garda
- Carlino Garibaldi
- Pietro Luigi Gastinelli
- Nicolò Gavotti
- Vincenzo Gioberti
- Antonio Giovanola
- Michele Griffa
- Francesco Guglianetti
- Francesco Guglielmi
- Francesco Guillot

## I
- Emanuele Beccaria Incisa

## J
- Antoine Jacquemoud
- Giuseppe Jacquemoud
- Joseph Jacquier-Châtrier
- Giovanni Battista Josti

## L
- Alfonso La Marmora
- Giovanni Lanza
- Barthélemy Léotardi
- Antonino Lione
- Antoine Louaraz
- Giuseppe Lyons

## M
- Cristoforo Mameli
- Giorgio Mameli
- Terenzio Mamiani
- Daniele Manin
- Antonio Mantelli
- Domenico Marco
- Carlo Domenico Mari
- Jean-Laurent Martinet
- Antonio Mathieu
- Achille Mauri
- Luigi Melegari
- Filippo Mellana
- Luigi Federico Menabrea
- Alessandro Michelini
- Giovanni Battista Michelini
- Guglielmo Moffa di Lisio Gribaldi
- Cristoforo Moia
- Benoît Mollard
- Pietro Giuseppe Mongellaz
- Giovanni Napoleone Monti

## N
- Gavino Nino

## O
- Giovanni Valerio Oliveri

## P
- Pietro Paleocapa
- Ferdinand Palluel
- Lorenzo Pareto
- Ignazio Adolfo Parodi
- Luigi Parola
- Ilario Filiberto Pateri
- Filippo Giacomo Penco
- Giacomo Pera
- Matteo Pescatore
- Giacomo Peyrone
- Pier Dionigi Pinelli
- Hippolyte Pissard
- Gustavo Ponza di San Martino
- Luigi Portis
- Carlo Promis

## Q
- Luigi Zenone Quaglia

## R
- Henri Ract
- Evasio Radice
- Lorenzo Ranco
- Urbano Rattazzi
- Amedeo Ravina
- Costantino Reta
- Giulio Rezasco
- Carlo Riccardi
- Giuseppe Ricci
- Vincenzo Ricci
- Pietro Riva
- Odoardo Roffi
- Ferdinando Rosellini
- Leopoldo Rossi
- Pietro Rossi
- Stefano Roverizio
- Giovanni Domenico Ruffini
- Michelangelo Rulfi

## S
- Giacinto Salvi
- Giovanni Antonio Sanguineti
- Damiano Sauli
- Francesco Sauli
- Gavino Scano
- Carlo Felice Scapini
- Antonio Scofferi
- Modesto Scoffier
- Giovanni Serpi
- Francesco Maria Serra
- Francesco Simonetta
- Riccardo Sineo
- Giuseppe Siotto Pintor
- Carlo Sola
- Giovanni Sola
- Antioco Spano
- Giovanni Battista Spano
- Paolo Francesco Staglieno
- Francesco Sulis
- Giovanni Maria Sussarello

## T
- Angelo Tamburelli
- Sebastiano Tecchio
- Ottavio Thaon di Revel
- Pasquale Tola
- Luigi Torelli
- Pietro Torre
- Ignazio Trombotto
- Ardingo Trotti
- Aurelio Turcotti
- Giovanni Battista Tuveri

## V
- Gioacchino Valerio
- Lorenzo Valerio
- Angelo Valvassori
- Paolo Viora